# Pennisetum pirottae
Pennisetum pirottae är en gräsart som beskrevs av Emilio Chiovenda. Pennisetum pirottae ingår i släktet borstgräs, och familjen gräs. Inga underarter finns listade i Catalogue of Life.